# Olof Enckell
Olof Wilhelm Toussaint Enckell, född 12 mars 1900 i Kronoborg vid Ladogas nordvästra strand i Viborgs län, död 11 juni 1989 i Grankulla, var en finlandssvensk författare och litteraturhistoriker, professor i svensk litteratur vid Helsingfors universitet 1950–67.

## Biografi
Olof Enckell inledde sin skolgång dels i finskspråkig, dels i svenskspråkig småbarnsskola i Helsingfors. Han blev student 1917 från Svenska normallyceum, klassiska linjen, och magister 1923 efter studier vid Helsingfors universitet.  Yrjö Hirn, professor i estetik och nyare litteratur 1910–37, fick stor betydelse för Enckells tänkande och kunskaper. Under studietiden hade han halvdagstjänst på Universitetsbiblioteket 1921–1923.Han inledde sin karriär som kulturjournalist och kritiker vid Hufvudstadsbladet 1924–32, därefter var han verksam som frilansande kulturjournalist och författare. Under vinterkriget var han frontkorrespondent för Hufvudstadsbladet, i början av fortsättningskriget (juli–september 1941) frontkorrespondent vid Statens sjätte informationskompani. 
Efter krigsslutet 1945 inledde Olof Enckell en akademisk bana med avhandlingar om tre av Finlands tidiga modernister: Den unge Diktonius (1946), Esteticism och nietzscheanism i Edith Södergrans lyrik (1949) och Den unga Hagar Olsson (1949). Enckell utsågs han till professor i svensk litteratur vid Helsingfors universitet i december 1950. I september 1967 gick han i pension.
Olof Enckell var ordförande för Finlands Svenska Författareförening 1938–43, medlem av Finsk Tidskrifts redaktionsråd 1941–44, medlem av Statens litteraturnämnd fr.o.m. 1944, ordförande 1953, styrelsemedlem vid Svenska litteratursällskapet i Finland
1950–65, inspektor för Östra Finlands nation 1956–59 och medlem av Svenska teaterns styrelse 1962–65.

## Kulturjournalist och författare
Som kulturjournalist skrev Enckell mera än 400 recensioner och andra artiklar, ofta med ett brett perspektiv på den klassiska västerländska litteraturen eller på samtida problemställningar. År 1930 debuterade han som romanförfattare och 1945 utkom hans sjätte roman. De relativt korta romanernas värde finns närmast i det starkt självbiografiska och psykologiskt insiktsfulla samt i miljöskildringen. Mera känd blev han för sina tre reseskildringar från vandringar han gjorde över Pyrenéerna (Falska trubadurer 1932), på Korsika (Olivparadiset på banditernas ö 1934) och på Irland (De klagande vindarnas ö 1937). Efter detta vände han sin vandringslust mot Karelen och skrev tre böcker från gränsmarkerna, Vakt i öster (1939), Krigaren och bonden (1940) och Rapport från ödemarken (1942). Följande bok, Jägarnas historia (1943), var ett beställningsarbete. I och med sitt inträde i den akademiska världen ägnade han återstoden av sitt liv åt litteraturvetenskapliga verk.

## Familj
Olof Enckells far Karl Enckell (1853–1937) var professor i lantbruksekonomi vid Helsingfors universitet 1910–26, modern Vesta (1871–1947) var dotter till bokhandlaren August Edgren och hans hustru Maria, född Gisiko, bosatta i Åbo. Olof Enckell var bror till Jarl Enckell (1898–1984), Torger Enckell (1901–1991) och Rabbe Enckell (1903–74).
Olof Enckell gifte sig 1924 med Monica "Mona Leo" Ehrström (1903–86). De fick en son 1927 och skilde sig 1930. Andra gången gifte Olof sig 1934 med Dagmar Thesleff (1912–91), uppvuxen i Viborg och Nice, och med henne fick han två söner och två döttrar.

## Priser och utmärkelser
- 1973 – Tollanderska priset
- 1974 – Svenska Akademiens Finlandspris